# Stanisław Edward Grodzki

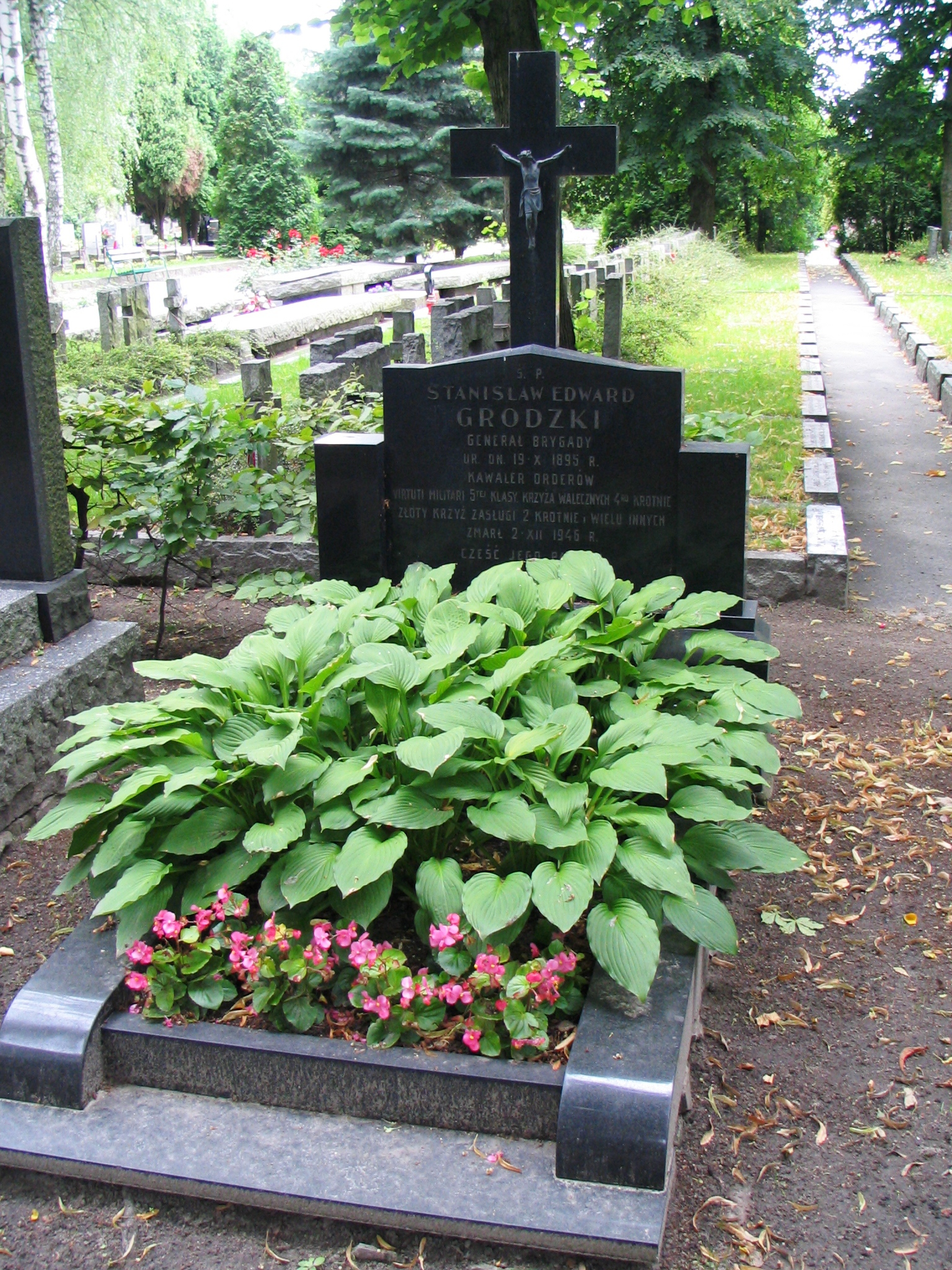
Grób Stanisława Grodzkiego na Cmentarzu Wojskowym na Powązkach w Warszawie, 23 lipca 2008

Stanisław Edward Grodzki, ps. „Edward”, „doktor Edward”, „Sadowski”, „Leszczyński” (ur. 19 października 1895 w Zieleniewicach, zm. 2 grudnia 1946 w Warszawie) – generał brygady Wojska Polskiego.

## Życiorys
Syn Kazimierza i Heleny z Hermanowiczów. W 1912 r. ukończył szkołę realną w Pińsku, następnie Szkołę Nauk Politycznych w Warszawie.
W latach 1914–1917 oficer armii rosyjskiej, potem wstąpił do Armii Polskiej we Francji. Od 1918 w Wojsku Polskim. 19 sierpnia 1920 roku został zatwierdzony z dniem 1 kwietnia 1920 roku w stopniu kapitana, w piechocie, w grupie oficerów byłej armii generała Hallera. 5 stycznia 1921 Minister Spraw Wojskowych zezwolił mu korzystać tytularnie ze stopnia majora. W czasie wojny polsko–bolszewickiej dowodził batalionem i pułkiem.
Po wojnie pełnił służbę w Departamencie Piechoty Ministerstwa Spraw Wojskowych, a od 1923 w Oddziale II Sztabu Głównego. W maju 1925 mianowany został attaché wojskowym przy Poselstwie RP w Belgradzie. W 1928 uzyskał stopień podpułkownika. Z dniem 1 kwietnia 1929 przeniesiony został do 8 pułku piechoty Legionów w Lublinie na stanowisko zastępcy dowódcy. W sierpniu 1929 został zwolniony z zajmowanego stanowiska i powołany do Wyższej Szkoły Wojennej w Warszawie, w charakterze słuchacza II rocznika Kursu Normalnego 1928–1930. Z dniem 1 listopada 1930, po ukończeniu kursu i uzyskaniu dyplomu naukowego oficera dyplomowanego, został mianowany zastępcą dowódcy 71 pułku piechoty w Zambrowie. W grudniu 1934 objął dowództwo 57 pułku piechoty wielkopolskiej w Poznaniu. W 1938 został awansowany do stopnia pułkownika, ukończył kurs dla szefów sztabów przy Wyższej Szkole Wojennej. W czasie kampanii wrześniowej szef sztabu Armii „Modlin”.
W latach 1941–1942 komendant Organizacji Wojskowej „Unia”, 1943–1945 komendant Obszaru Zachód AK, następnie w LWP m.in. dowódca 16 Dywizji Piechoty i 5 Saskiej Dywizji Piechoty (7 VIII – 16 XI 1946).
Rodziny nie założył. Zmarł wskutek pooperacyjnego porażenia jelit i niedomogi krążenia. Pochowany w Alei Zasłużonych na Cmentarzu Wojskowym na Powązkach (kwatera A26-tuje-22).

## Ordery i odznaczenia
- Krzyż Srebrny Orderu Wojskowego Virtuti Militari (13 kwietnia 1921)[14]
- Order Krzyża Grunwaldu III klasy (pośmiertnie, 6 grudnia 1946)[15]
- Krzyż Walecznych (czterokrotnie)[16]
- Złoty Krzyż Zasługi (dwukrotnie: 10 listopada 1928[17][16], 10 listopada 1938[18])
- Medal Pamiątkowy za Wojnę 1918–1921[19]
- Medal Dziesięciolecia Odzyskanej Niepodległości[19]
- Wielki Oficer Orderu Sławy (Tunezja)[19]
- Komandor Order Korony Rumunii (Rumunia)[19]
- Komandor Orderu Świętego Sawy (Jugosławia, 1929)[20]
- Komandor Orderu Orła Białego (Jugosławia)[19]
- Oficer Orderu Orła Białego (Jugosławia)[19]
- Kawaler Orderu Orła Białego (Jugosławia)[19]
- Kawaler Orderu Legii Honorowej (Francja)[19]
- Order Zbawiciela (Grecja)[19]
- Krzyż Wojenny (Francja)[19]
- Krzyż Wojenny Czechosłowacki 1914–1918 (Czechosłowacja)[19]
- Medal Pamiątkowy Wielkiej Wojny (Francja)[19]
- Medal Żołnierza (USA)[19]
- Medal Zwycięstwa (Médaille Interalliée)[19]